# Brigada 49
Ladder 49 (bra/prt: Brigada 49) é um filme de drama dos Estados Unidos sobre o resgate do bombeiro Jack Morrison, que fica preso dentro de um incêndio, e a série de eventos que o fizeram chegar até aquele ponto. Este filme é uma homenagem à profissão de bombeiro e a quantidade de vidas que são salvas graças a eles. Foi dirigido por Jay Russell e fazem parte do elenco estrelas como Joaquin Phoenix e John Travolta.

## Recepção da crítica
Ladder 49 tem recepção mista por parte da crítica especializada. Com tomatometer de 40% em base de 159 críticas, o Rotten Tomatoes publicou um consenso: "Em vez de humanizar os bombeiros, o filme idolatra-os e assim torna-os em personagens de papelão". Tem 82% de aprovação, por parte da audiência, usada para calcular a recepção do público a partir de votos dos usuários do site.

## Prêmios e Indicações
| Ano  | Prêmio                                      | Indicação                   | Notas                                                      | Resultado |
| ---- | ------------------------------------------- | --------------------------- | ---------------------------------------------------------- | --------- |
| 2005 | World Stunt Awards - Taurus Award           | Best High Work              | Indicados: Bob Colletti e Roy Farfel                       | Indicado  |
| 2005 | Teen Choice Awards                          | Choice Movie Actor: Drama   | Indicado: Joaquim Phoenix                                  | Indicado  |
| 2005 | Teen Choice Awards                          | Choice Movie: Drama         |                                                            | Indicado  |
| 2005 | Satellite Awards - Golden Satellite Award   | Best Original Song          | Indicado: Robbie Robertson com a canção "Shine Your Light" | Indicado  |
| 2005 | MovieGuide Awards - Epiphany Prize          | Most Inspiring Movie        |                                                            | Indicado  |
| 2005 | MovieGuide Awards - Grace Award             | Most Inspiring Movie Acting | Indicado: Joaquin Phoenix                                  | Indicado  |
| 2005 | BMI Film & TV Awards - BMI Film Music Award |                             | Indicado: William Ross                                     | Venceu    |